# 易幟

五色旗

中国国民党の青天白日満地紅旗

易幟（えきし）とは、1928年6月4日に発生した張作霖爆殺事件の後、父・張作霖の後を継いだ奉天派の張学良が、北洋政府が使用していた五色旗から、蔣介石率いる国民政府の旗である青天白日満地紅旗に旗を換え、国民政府に降伏した事件のことを指す。1928年12月29日、国民政府はこれを受け入れた。この易幟により、蔣介石の北伐は終了し、中国国民党が形式的に中国を統一した。張学良支配下の東三省（奉天・吉林・黒竜江の三省。満洲の別称）が一斉に青天白日旗を掲げたので「東三省易幟」とも言う。

## 概要
張作霖の急死により、張学良は父の地位を継承すべく瀋陽に引き返した。7月1日、張学良は国民革命軍に停戦を宣言し、蔣介石の北伐に干渉しないことを表明した。満洲の地に基盤を築いていた日本は張学良の動きに対して満足していなかった。首相田中義一は林権助を派遣し、張学良に対し翻意を迫ったが、張学良は日本の要求を拒絶し、中国統一へと動き出した。
7月3日、蔣介石は北京に到着し、平和裏に中国統一を行うために派遣された奉天派の代表と会談した。蔣介石が満洲を統合することをアメリカ合衆国は支持していた為、この会談の内容は中国における日米の勢力範囲の奪い合いを反映したものであった。アメリカ合衆国とイギリスの圧力により日本は外交的に孤立した。
そして12月29日、蔣介石は満洲における全ての旗が換わったことを宣言し、満洲に国民政府の支配権が及ぶことを受諾した。二日後、国民政府は、張学良を中国陸軍の司令官にすることを約束した。この易幟により、中国は形式上、国民政府により統一されたのであった。

## 形式的とは?
中国は国民政府の手によって統一されたが、これはあくまで形式的と言わざるを得なかった。というのも、国民政府そのものが、閻錫山、馮玉祥、李宗仁ら各地の軍閥を糾合した勢力に過ぎなかったからである。後に中国大陸を掌握することになった毛沢東率いる中国共産党は各地で解放区を建設中であったし、国民政府に恭順した満洲の張学良政権もまた、ひきつづき地方政権として一定程度の自立性を保っていた。